# Litoria rothii
Litoria rothii är en groddjursart som först beskrevs av De Vis 1884.  Litoria rothii ingår i släktet Litoria och familjen lövgrodor. IUCN kategoriserar arten globalt som livskraftig. Inga underarter finns listade i Catalogue of Life.